# Azilia formosa
Azilia formosa är en spindelart som beskrevs av Eugen von Keyserling 1881. Azilia formosa ingår i släktet Azilia och familjen käkspindlar.
Artens utbredningsområde är Peru. Inga underarter finns listade.